# バディ・リッチ
バディ・リッチ（Buddy Rich、1917年9月30日 - 1987年4月2日）は、アメリカ合衆国のジャズ・ドラマー、バンドリーダー。
細かく刻んだ音符を、速く正確に叩く超絶技巧を得意とし、長時間演奏してもグルーブ感が損なわれないのが特長である。アメリカではビッグバンド・ジャズの新境地を開いた人物、およびビバップの誕生に協力したジャズ・マンとして尊敬されている。2014年にアカデミー賞3部門を獲得した映画『セッション』では、ジャズドラマーを目指す主人公の青年が憧れている存在として設定され、何度も名前が登場している。

## 生涯
1917年9月30日、ニューヨーク州ブルックリンに生まれる。ヴォードヴィリアン（ヴォードヴィルの芸人）であるユダヤ系アメリカ人を親にもつ。父親はリッチがスプーンで正確なリズムを刻んでいることに気付き、1歳よりドラムスティックを持たせ、1歳半でヴォードヴィルにて演奏し始めた。タップダンスの才能も開花するようになる。彼は譜面が読めず、ドラムの専門的な知識もなかったが、11歳でバンドリーダーとしても活動を始めた。
1937年、ジョー・マーサラ楽団に加入し、1940年代にかけてバニー・ベリガン、アーティ・ショウ、トミー・ドーシー等のスウィング・ジャズ・バンドで活動した。1947年にはチャーリー・パーカー、ディジー・ガレスピーらによるアルバム『バード・アンド・ディズ』の録音に参加、同作品は、ビバップの誕生を告げたアルバムのひとつとなる。1950年代にはハリー・ジェイムス楽団、カウント・ベイシー楽団等のゲスト・スタードラマーとしても活動した。1959年心臓発作に見舞われ入院、医師よりドラムを止めるように言われたが、退院後まもなくドラムを再び演奏し始めた。
1966年に自楽団を結成し、以後、晩年までドラマー兼バンドリーダーとして活動。1970年代にはファンク色の強い音を打ち出し、ジャズ・ファンクやレア・グルーヴのファンからも人気を得た。
1987年4月2日、ロサンゼルスで死去した。
死後も多くのアーティストに影響を及ぼし続けている。1994年と1997年に発売されたトリビュート・アルバム2部作には、マックス・ローチ、ビリー・コブハム、オマー・ハキム、スティーヴ・スミス、ビル・ブルーフォード、ニール・パート、スティーヴ・ガッド、サイモン・フィリップス、ヴィニー・カリウタ、デイヴ・ウェックル、マット・ソーラム等人気ドラマーが集結した。
2008年10月、ニューヨークで行われたトリビュート・コンサートには、テリー・ボジオ、チャド・スミス、ピーター・アースキン、ニール・パートなどといった、ジャンルを超えた名ドラマーが集結した。

## 代表曲
- "Big Swing Face"
- "Nuttville"
- "Time Check"
- "Ya Gotta Try"
- "The West Side Story Medley"
- "Channel One Suite"

## ディスコグラフィ

### リーダー・アルバム
- The Flip Phillips Buddy Rich Trio (1953年、Clef)
- The Swinging Buddy Rich (1954年、Norgran)
- 『シング・アンド・スウィング・ウィズ・バディ・リッチ』 - Sing and Swing with Buddy Rich (1955年、Norgran)
- 『バディ&スウィーツ』 - Buddy and Sweets (1955年、Norgran)
- 『ザ・レスター・ヤング＝バディ・リッチ・トリオ』 - The Lester Young Buddy Rich Trio (1955年、Norgran) ※with レスター・ヤング
- 『ザ・ウェイリング』 - The Wailing Buddy Rich (1955年、Norgran)
- 『クルーパ・アンド・リッチ』 - Krupa and Rich (1955年、Clef) ※with ジーン・クルーパ
- 『ザ・テイタム〜ハンプトン〜リッチ・トリオ』 - The Lionel Hampton Art Tatum Buddy Rich Trio (1955年、Clef) ※with ライオネル・ハンプトン、アート・テイタム
- 『バディ・リッチ・シングス・ジョニー・マーサー』 - Buddy Rich Sings Johnny Mercer (1956年、Verve)
- 『ジス・ワンズ・フォー・ベイシー』 - This One's for Basie (1956年、Verve) ※1967年に『Big Band Shout』として再発[3]
- 『ジャスト・シングズ』 - Buddy Rich Just Sings (1957年、Verve)
- 『バディ・リッチ・イン・マイアミ』 - Buddy Rich in Miami (1958年、Verve)
- 『リッチクラフト』 - Richcraft (1959年、Mercury)
- 『リッチVSローチ〜2大ドラマーの対決』 - Rich Versus Roach (1959年、Mercury) ※with マックス・ローチ
- 『ザ・ヴォイス・イズ・リッチ』 - The Voice is Rich (1959年、Mercury)
- The Driver (1960年、EmArcy)
- 『プレイタイム』 - Playtime (1961年、Argo)
- 『ブルース・キャラヴァン』 - Blues Caravan (1961年、Verve)
- 『バーニン・ビート』 - Burnin' Beat (1962年、Verve) ※with ジーン・クルーパ
- Are You Ready for This? (1965年、Roost)
- 『ニュー・ビッグ・サウンズ』 - Swingin' New Big Band (1966年、Pacific Jazz/Blue Note)
- The Sounds of '66 (1966年、Reprise) ※with サミー・デイヴィスJr.
- 『ビッグ・スイング・フェイス』 - Big Swing Face (1967年、Pacific Jazz)
- 『栄光のバディ・リッチ』 - The New One! (1967年、Pacific Jazz) ※『Take It Away!』として再発（日本盤はこちらがベース）
- Rich à la Rakha (1968年、World Pacific) ※with アラ・ラカ
- 『マーシー・マーシー』 - Mercy, Mercy (1968年、Pacific Jazz)
- 『ビッグ・バンドの炸裂！ バディー・アンド・ソウル』 - Buddy & Soul (1969年、Pacific Jazz)
- 『バディー・リッチ'70 カストマーのために』 - Keep the Customer Satisfied (1970年、Liberty)
- 『ア・ディファレント・ドラマー』 - A Different Drummer (1971年、RCA)
- 『リッチ・イン・ロンドン』 - Rich in London (1971年、RCA)
- 『ドラム・カンヴァセーション』 - Conversations (1971年、EMI-Parlophone) ※with ルイ・ベルソン、ケニー・クレア
- 『スティック・イット』 - Stick It (1972年、RCA)
- 『ザ・ロアー・オブ '74』 - The Roar of '74 (1974年、Groove Merchant)
- 『ヴェリー・ライヴ・アット・バディーズ・プレイス』 - Very Live at Buddy's Place (1974年、Groove Merchant)
- 『トランジション』 - Transition (1974年、Groove Merchant) ※with ライオネル・ハンプトン
- 『ザ・ラスト・ブルース・アルバム VOL.1』 - The Last Blues Album Volume 1 (1974年、Groove Merchant)
- 『タフ・デュード』 - Tuff Dude! (1974年、Groove Merchant)
- One Night Stand With Buddy Rich 1946 (1974年、Joyce)
- 『ビッグ・バンド・マシーン』 - Big Band Machine (1975年、Groove Merchant)
- 『スピーク・ノー・イヴル』 - Speak No Evil (1976年、RCA)
- 『プレイズ・アンド・プレイズ・アンド・プレイズ』 - Buddy Rich Plays and Plays and Plays (1977年、RCA)
- Buddy Rich (1977年、PolJazz)
- 『ジャイアント・ステップス』 - Lionel Hampton Presents Buddy Rich (1977年、Who's Who in Jazz) ※with ライオネル・ハンプトン
- 『ダイレクト・バディ・リッチ〜バディ・リッチ・ナウ』 - Class of '78 (1978年、The Great American Gramophone Company)
- 『トゥゲザー・アゲイン』 - Together Again: For the First Time (1978年、Gryphon/Century) ※with メル・トーメ
- 『バディ・リッチ・サウンド'81』 - Buddy Rich Band (1981年、MCA)
- Live at the 1982 Montreal Jazz Festival (1982年、Hudson Music) ※CD&DVD
- 『ビッグ・コール』 - Big Cole (1982年、Liberty) ※with リッチー・コール
- Rich and Famous (1983年、Amway)
- Mr. Drums: Buddy Rich & His Band Live On King Street, San Francisco (1985年、Cafe)

### 死後のアルバム
- 『イーズ・オン・ダウン・ザ・ロード』 - Ease On Down The Road (1987年、Denon)
- 『ワン・ナイト・スタンド』 - One Night Stand (1991年、Bandstand)
- Europe '77 (1993年、Magic)
- Buddy Rich & His Big Band At Stadthalle Leonberg, Germany 10 July 1986 (1996年、Jazz Band)
- Wham! The Buddy Rich Big Band Live (2001年、Label M)
- No Funny Hats (2004年、Lightyear)
- Time Out (2007年、Lightyear)
- Buddy Rich Up Close (2009年、Drum Channel)
- The Solos (2014年、Lightyear Entertainment)
- Birdland (2015年、Lightyear Entertainment)
- 『ジャスト・イン・タイム・ザ・ファイナル・レコーディング』 - Just In Time: The Final Recording (2019年、Gearbox)

### コンピレーション・アルバム
- The Drum Battle (Gene Krupa and Buddy Rich at JATP) (1960年、Verve)
- The Best of Buddy Rich (1964年、Pacific Jazz)
- Super Rich (1969年、Verve)
- The Best of Buddy Rich (1969年、World Pacific Jazz Records ST-20169)
- 『バディー・リッチ・ビッグ・バンドのすべて』 - All About Buddy Rich Big Band (1970年、Liberty)
- Time Being (1971年、Bluebird/RCA)
- Buddy Rich Big Band (1972年、United Artists)
- 『ジャズ・ドラムの精髄』 - Both Sides (1976年、Mercury)
- Mr. Drums (1978年、Quintessence)[4][5]
- 『コンパクト・ジャズ』 - Compact Jazz: Buddy Rich (1987年、Verve)
- Compact Jazz: Gene Krupa & Buddy Rich (1990年、Verve)
- No Jive (1992年、Novus)
- Buddy Rich: The Legendary '47–'48 Orchestra Vol. 1 (1998年、Hep)
- Buddy Rich: The Legendary '46–'48 Orchestra Vol. 2 (1998年、Hep)
- Classic EmArcy, Verve, Small Group Buddy Rich Sessions (2005年、Mosaic)